# Российские эскадренные миноносцы программы 1898 года

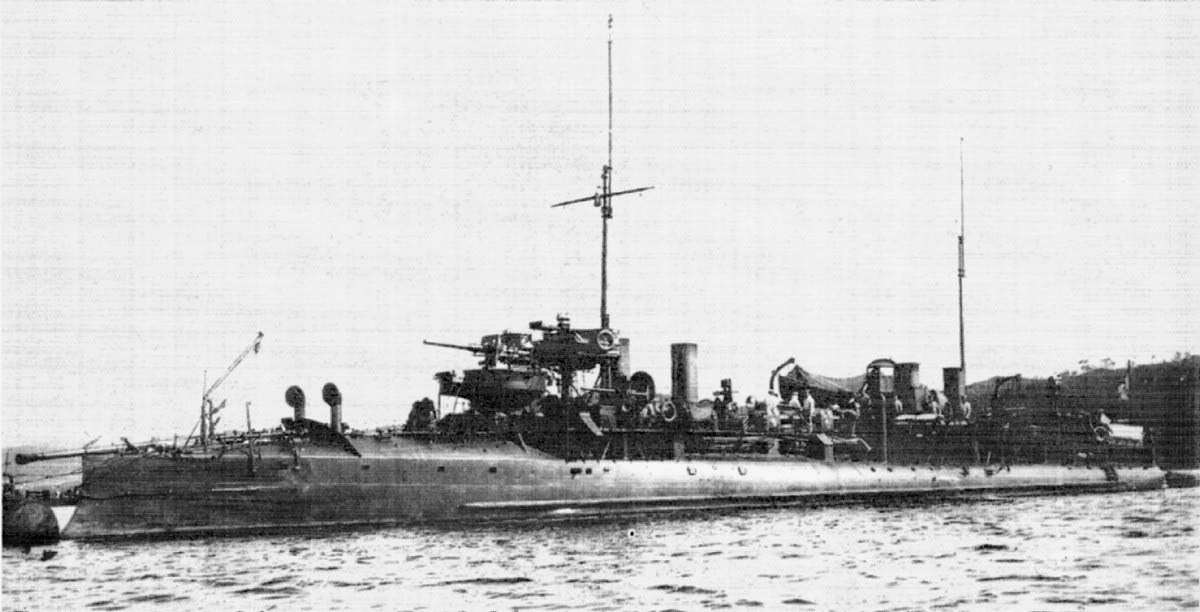
Миноносец «Грозовой»

| Название                  | Верфь                       | Дата закладки | Дата спуска на воду | Дата ввода в строй | Участь |
| ------------------------- | --------------------------- | ------------- | ------------------- | ------------------ | --- |
| «Кит» («Бдительный»)      | Шихау                       | 26.2.1899     | 18.11.1899          | 29.7.1900          | Подорвался на мине 29.10.1904 (4 раненых) и перед сдачей Порт-Артура был взорван экипажем 20.12.1904 |
| «Дельфин» («Бесстрашный») | Шихау                       | 1899          | 31.6.1899           | 27.8.1900          | Участвовал в бою в Жёлтом море, прорвал блокаду и разоружился в Циндао. Базировался во Владивостоке, в 1916 году переведен в Мурманск. В 1922 году исключен из списков флота |
| «Скат» («Беспощадный»)    | Шихау                       | 1899          | 12.10.1899          | 30.6.1900          | Участвовал в бою в Жёлтом море, прорвал блокаду и разоружился в Циндао. Базировался во Вдадивостоке, в 1913 году за износом механизмов передан порту. В 1922 году исключен из списков флота |
| «Касатка» («Бесшумный»)   | Шихау                       | 1899          | 4.3.1900            | 2.7.1900           | Участвовал в бою в Жёлтом море, увлек за собой японский крейсер «Ниссин», чем позволил спастись броненосцу «Цесаревич». Разоружился в Циндао. До 1916 года стоял в порту Владивосток в ожидании ремонта правой машины. В 1916 году переведен в Мурманск. в 1922 году исключен из списков флота. |
| «Форель» («Внимательный») | Норман                      | 6.1898        | 25.11.1900          | 15.8.1901          | 14 мая 1904 года налетел на камни у о. Мерчисон. Оставлен командой и торпедирован миноносцем «Выносливый» |
| «Стерлядь» («Выносливый») | Норман                      | 6.1898        | 23.2.1901           | 15.8.1901          | Участвовал в бою в Жёлтом море (брейд-вымпел начальника 1-го отряда миноносцев капитана 2-го ранга Е. П. Елисеева), вернулся в Порт-Артур. 11 августа 1904 года, охраняя тралящий караван, наткнулся на мину и затонул |
| «Осётр» («Внушительный»)  | Норман                      | 1899          | 10.1.1901           | 15.8.1901          | 13 февраля 1904 года оказался отрезанным от отряда в Голубиной бухте близ Порт-Артура. Был оставлен и затоплен командой, после чего расстрелян японским крейсером «Ёсино». |
| «Кефаль» («Властный»)     | «Форже э Шантье Медитеране» | 1899          | 15.11.1901          | 22.6.1902          | Участвовал в бою в Жёлтом море, вернулся в Порт-Артур. 19 октября 1904 года прорвал блокаду и разоружился в Чифу. В 1916 году переведен из Владивостока в Мурманск. 24 сентября 1916 года первым на Северном флоте применил глубинные бомбы против германских подводных лодок. В 1918 году с английским экипажем конвоировал транспорты в Архангельске, после оставления города английскими войсками ушёл в Англию. Был возвращен советскому правительству 14 мая 1921 года. Корабль в строй не вводился и был продан на металлолом в Германию. |
| «Лосось» («Грозовой»)     | «Форже э Шантье Медитеране» | 1899          | 26.2.1902           | 22.6.1902          | Участвовал в бою в Жёлтом море, прорвал блокаду, был интернирован в Шанхае. В 1916 году переведен из Владивостока в Мурманск. 20 октября 1916 года артиллерийским огнём потопил германскую подводную лодку U-56. В 1918 году с английским экипажем конвоировал транспорты в Архангельске, после оставления города английскими войсками ушёл в Англию. Разобран на металлолом в 1920-х годах. |
| «Сом» («Боевой»)          | Братья Лэрд                 | 10.1898       | 15.7.1899           | 18.7.1900          | Участвовал в бою в Жёлтом море. Вернулся в Порт-Артур. В ночь на 20 декабря 1920 года взорван командой. |